# Іж-2717
Іж-2717 «Ода-версія» - російський легкий комерційний автомобіль з кузовами фургон та пікап, виготовлений на базі легкового автомобіля Іж-2126. Випускався в 1997-2005 роках на Іжевському автомобільному заводі.
Створений на базі легкової моделі Іж-2126 і відрізняється доопрацьованій підвіскою, спеціально пристосованої для вантажоперевезень: дорожній просвіт збільшений до 230 мм; задня підвіска — ресора, замість важільно-пружинного типу, встановленої на взятої за основу легкової моделі; шини підвищеної вантажопідйомності, що дозволило збільшити корисне навантаження до 650 кг. За допомогою двох пневмоциліндрів задні двері-ляда легко фіксується у верхньому (відкритому) положенні. Передня підвіска незалежна, свічкового типу (McPherson).
Іж-2717 оснащувався двигунами декількох типів. Найпоширеніші мотори УЗАМ-3317, робочим об'ємом 1700 см3, потужністю 85 к.с., і ВАЗ-2106, робочим об'ємом 1600 см3, потужністю 74,5 к.с.
Коробка передач механічна, п'ятиступінчаста.

## Модифікації

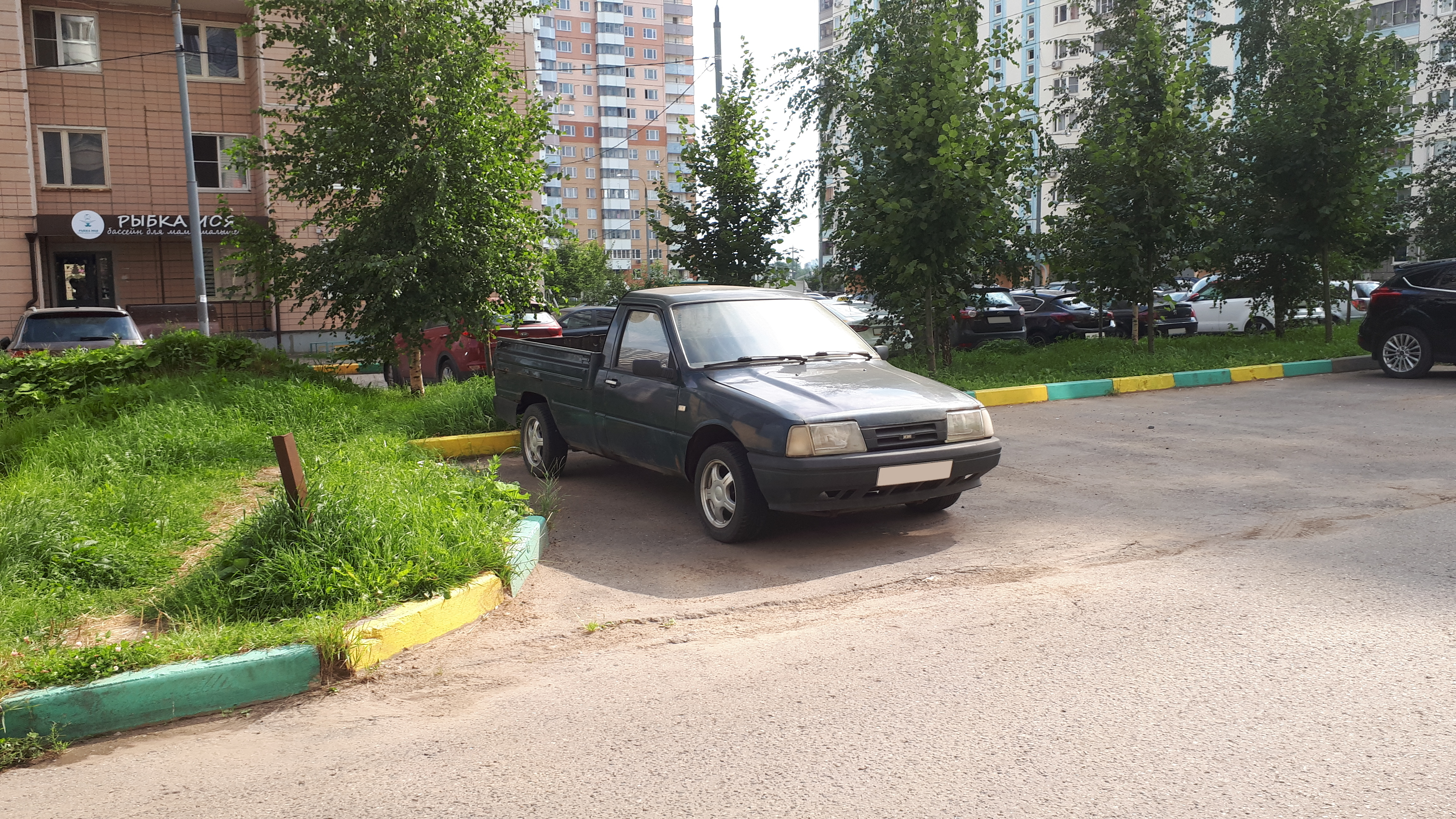
З відкритим кузовом.

- Модифікація Іж-27171 відрізнялася кузовом типу пікап без верхньої твердої частини тенту. На замовлення могла бути оснащена знімним матер'яним тентом.
- Модифікація Іж-27174 «Мисливець» відрізнялася повнопривідною трансмісією з заниженою передачею на основі вузлів і агрегатів ВАЗ-21213 і подовженою кабіною, що включає місце для перевезення собаки.

## Плюси і мінуси моделі
Автомобіль був перспективним[джерело?], але невідомо чому його не "доводили" у процесі виробництва. Модель лишилась сирою і такою ж припинила існування. Прикладом халатного ставлення до виробництва машини став той факт, що на машину встановлювались колеса категорії "С" але чомусь зі збільшеним діаметром 185/75 R13. Окрім того, що вантажність становила 650 кг., це додатково збільшило навантаження на трансмісію і як наслідок у власників, які не замінили шини на менший розмір, коробка передач часто ламалась, як правило лопалась шестерня 5 передачі, яка у свою чергу мала інший недолік - фіксувалась на валу однією шпонкою, а не шліцами.

## Галерея Іж-2717

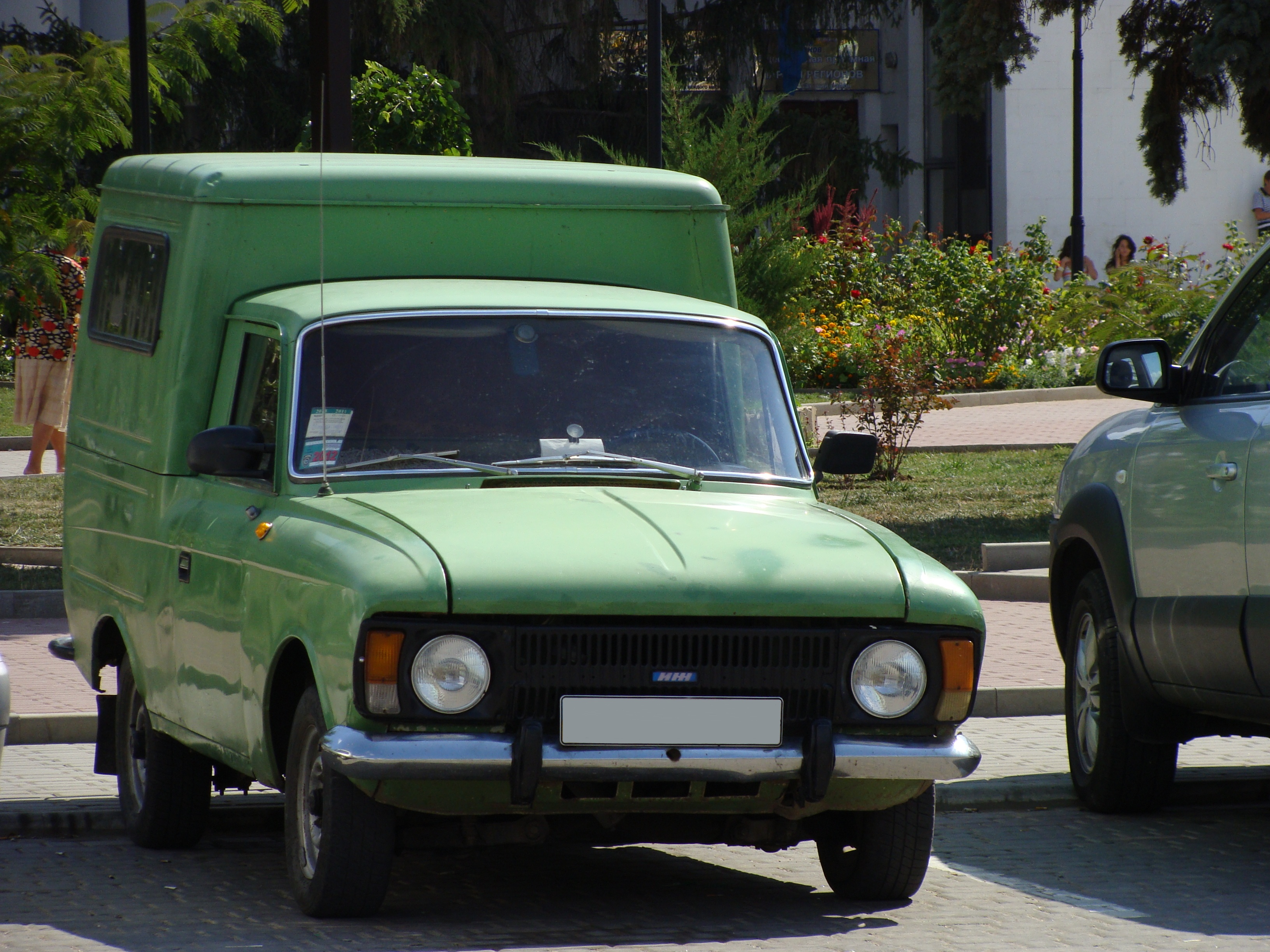
Іж-2715-01, попередник Іж-2717
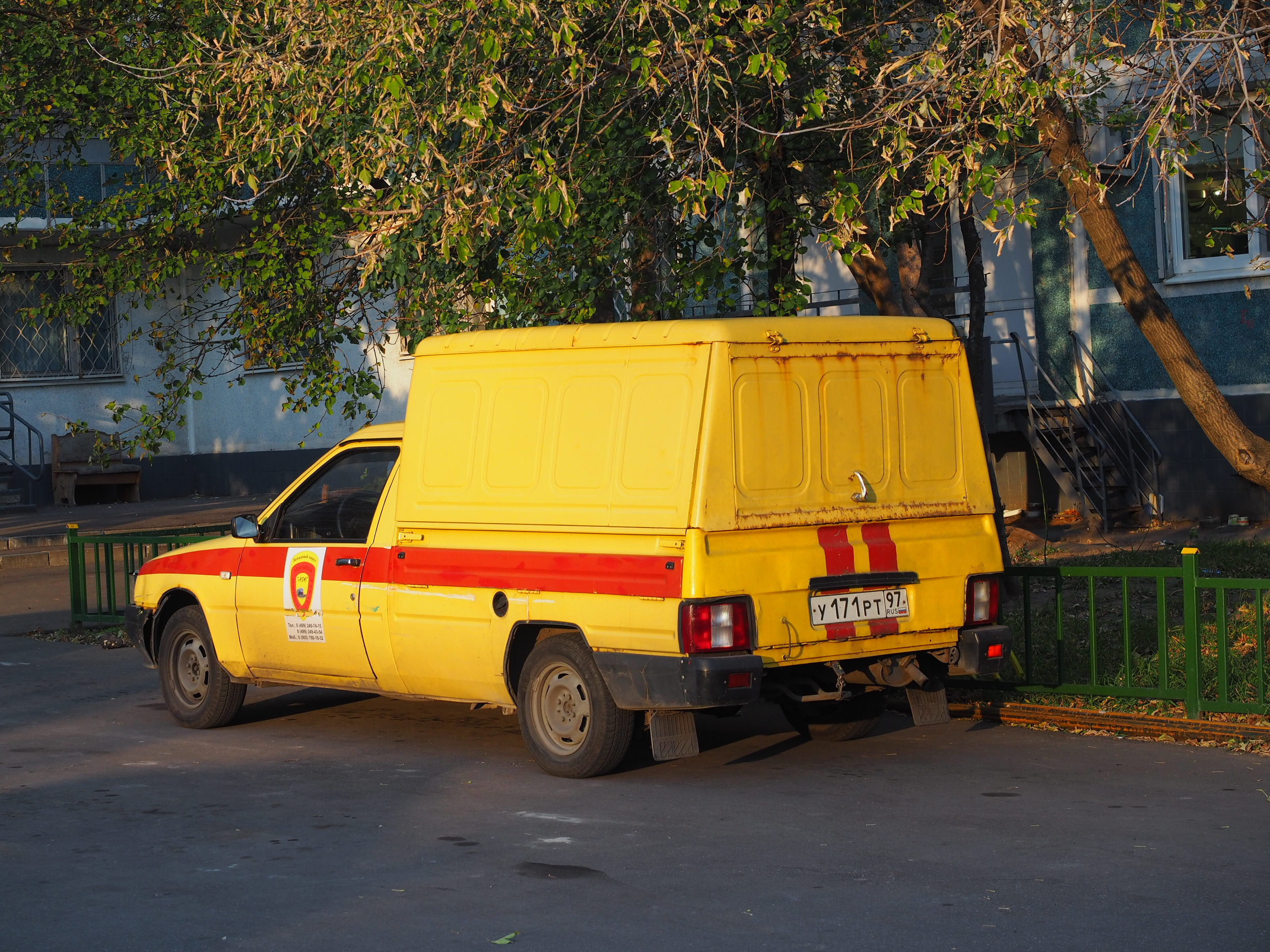
Іж-2717
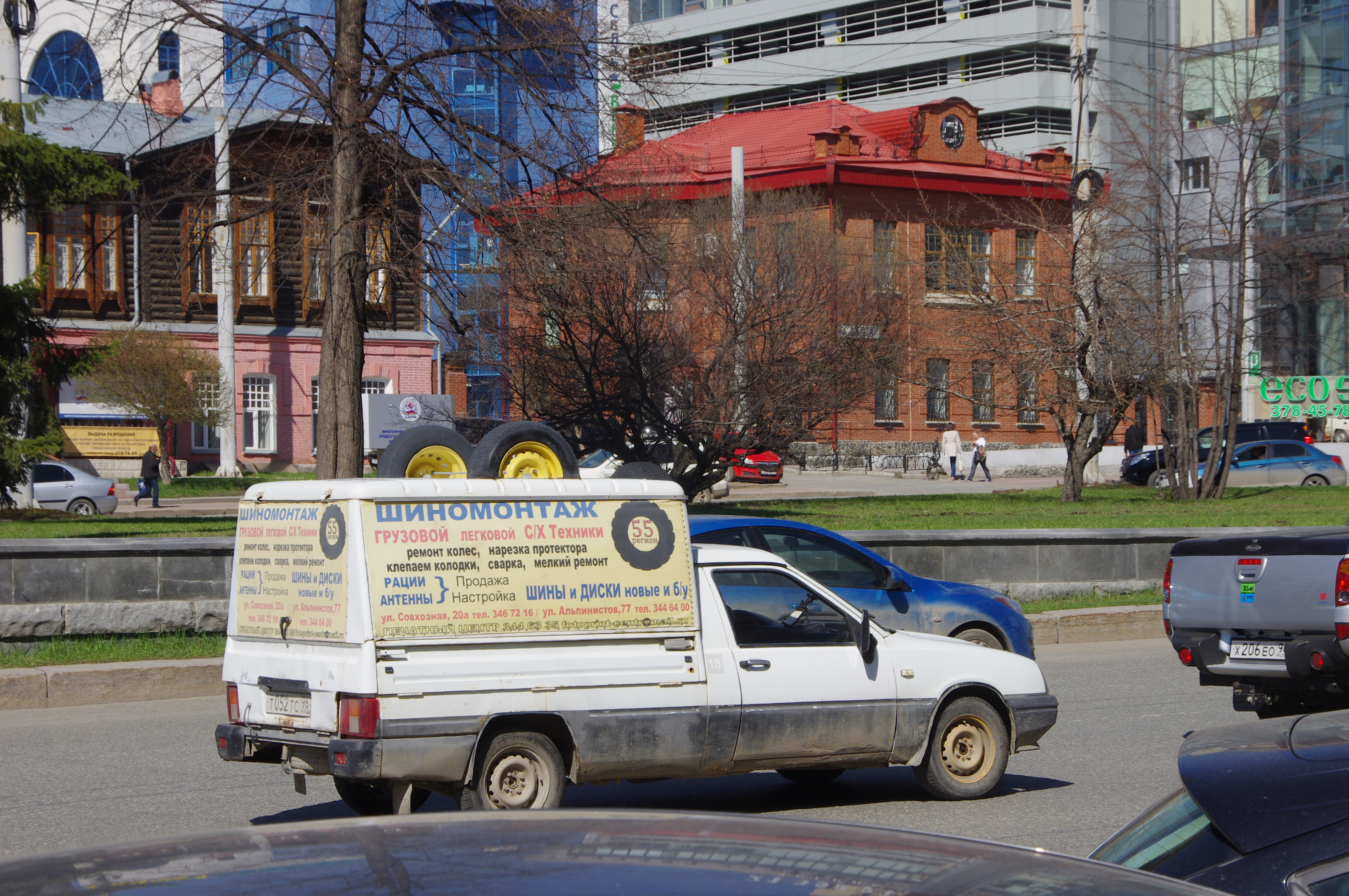
Іж-2717
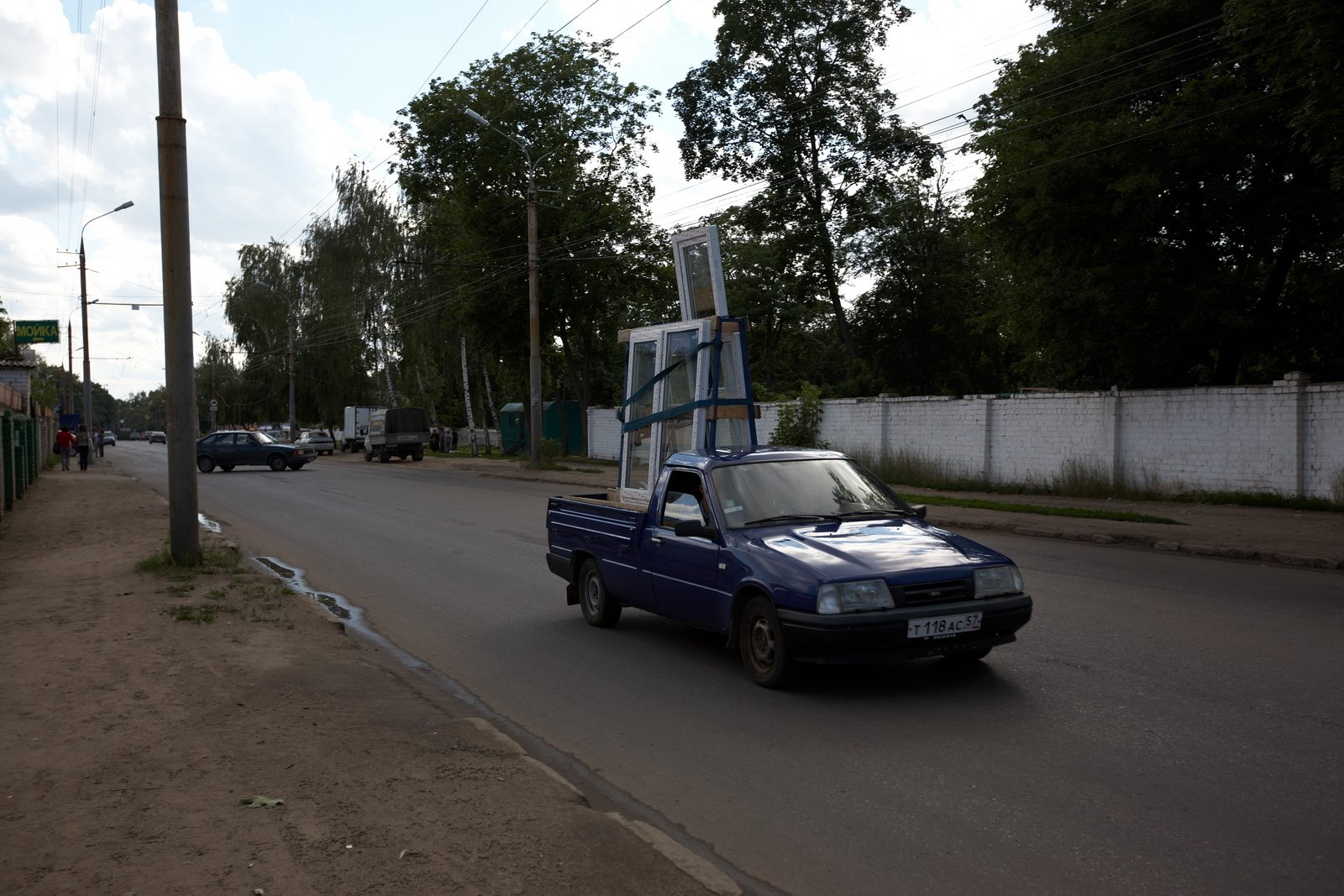
Іж-2717
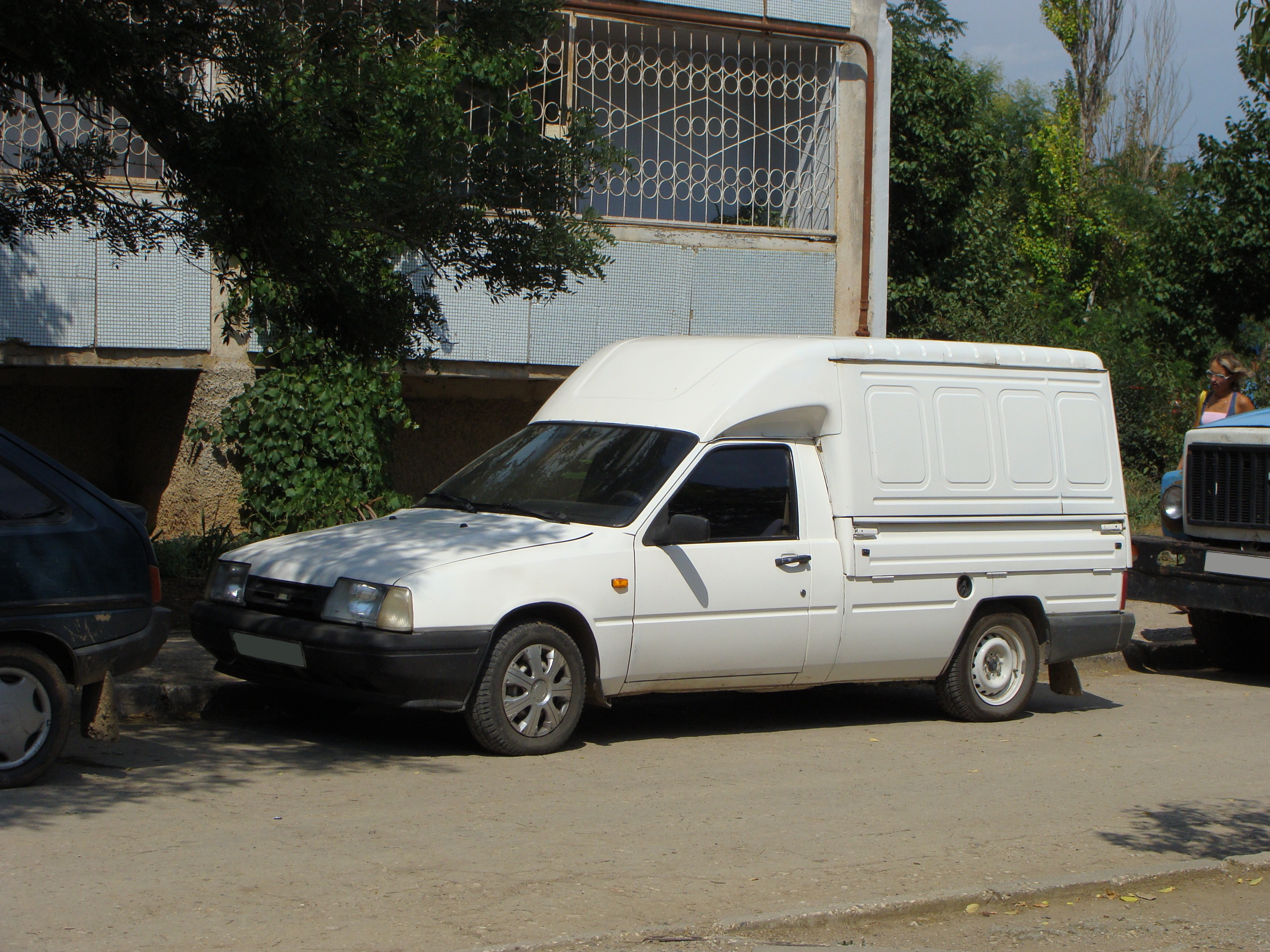
Іж-2717
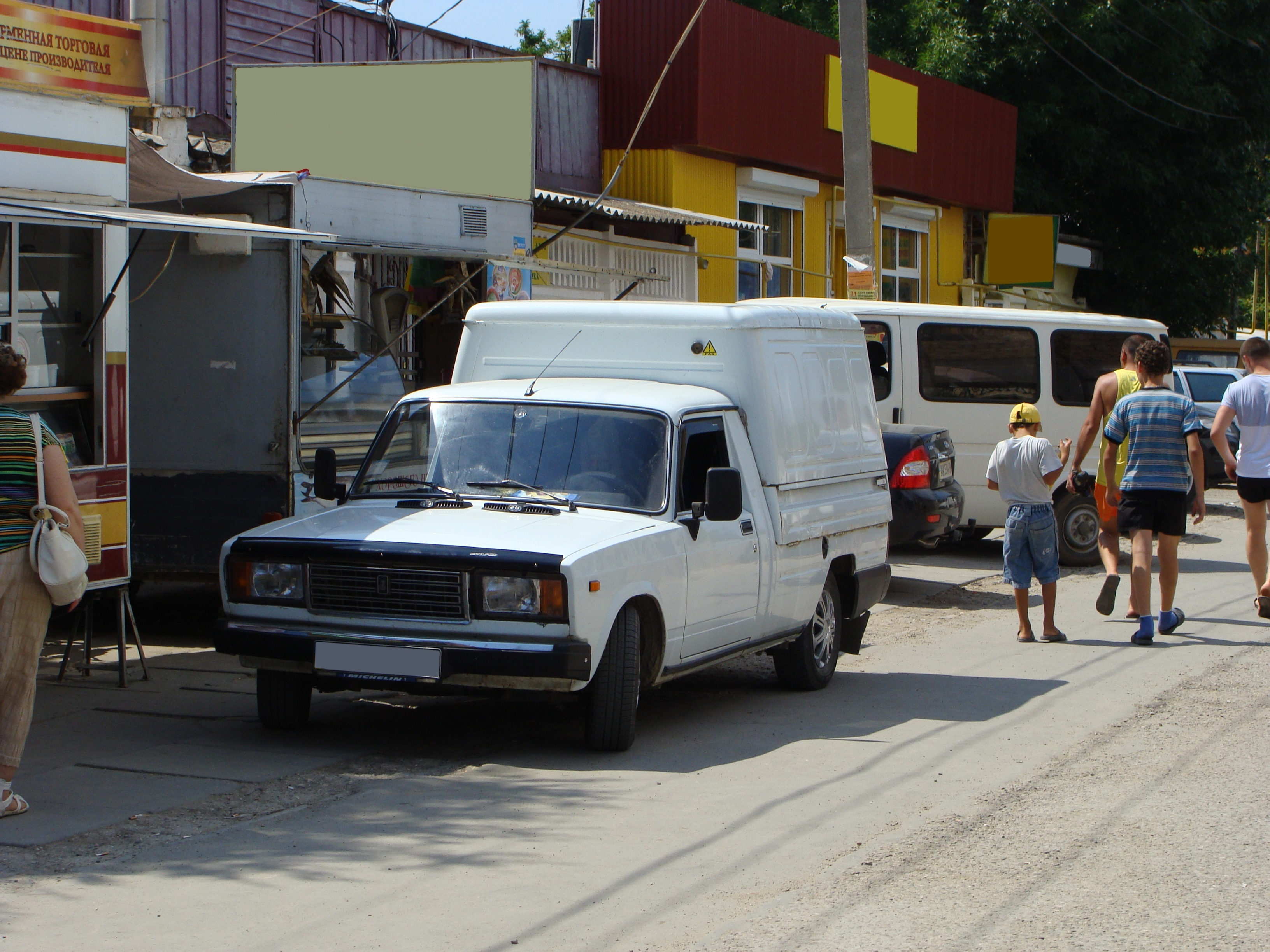
Іж-27175, послідовник Іж-2717